# 廖君旻
廖君旻（1988年8月31日—），臺語創作歌手，2017年於民視歌唱選秀節目《台灣那麼旺》20關衛冕成功，成為該節目首位百萬關主。現為歌唱老師，並於歌唱節目如《超級紅人榜》、《超級夜總會》，以及各類活動擔任演出嘉賓。

## 簡歷
廖君旻，出生於臺南縣白河鎮（今臺南市白河區），世新大學傳播與創新管理研究所碩士，曾任PeoPo公民新聞記者、電視台剪輯師、歌唱比賽評審、活動主持人。
廖君旻自10歲起參加過許多歌唱比賽，擅長演唱臺語歌曲，自2015年起擔任歌唱老師，2016年發行個人首張公益創作單曲《感恩》，2017年3月於民視歌唱選秀節目《台灣那麼旺》20關衛冕成功，成為該節目首位百萬關主。2017年9月舉辦首場售票演唱會。

## 外部連結
- 廖君旻的旻粉團的Facebook專頁